# Золтендик
Золтендик (њем. Soltendieck) општина је у њемачкој савезној држави Доња Саксонија. Једно је од 29 општинских средишта округа Илцен. Према процјени из 2010. у општини је живјело 1.039 становника. Посједује регионалну шифру (AGS) 3360020.

## Географски и демографски подаци
Золтендик се налази у савезној држави Доња Саксонија у округу Илцен. Општина се налази на надморској висини од 77 метара. Површина општине износи 34,0 km². У самом мјесту је, према процјени из 2010. године, живјело 1.039 становника. Просјечна густина становништва износи 31 становника/km².